# Jacques François Izos
Jacques François Izos, né le 29 janvier 1763 à Prades (Roussillon) et mort à une date inconnue, est un homme politique français.
Docteur es lois et avocat au conseil souverain du Roussillon, il devient deuxième juge au tribunal de district de Prades sous la Révolution et est élu député des Pyrénées-Orientales au Conseil des Cinq-Cents le 21 vendémiaire an IV. Il se montre un parlementaire actif et est deux fois secrétaire du conseil. Il est nommé sous-préfet de Prades en 1800.